# Candlemass
Candlemass (рус. Сретение) — шведская метал-группа, известная как одна из основоположников и самых успешных исполнителей в жанре дум-метал. Именно благодаря Candlemass дум-метал получил признание как отдельный жанр, а само его название происходит от дебютного альбома этой группы Epicus Doomicus Metallicus. Основатель и лидер группы — бас-гитарист Лейф Эдлинг.

## История
Группа была основана бас-гитаристом и композитором Лейфом Эдлингом в 1984 году после распада его предыдущей группы Nemesis. В первый состав вошли также вокалист Йохан Лангквист, гитаристы Матс Бйоркман и Клаас Бергваль, ударник Матс Экстрём. Первый же альбом коллектива, Epicus Doomicus Metallicus (1986), завоевал группе широкую известность среди поклонников метала. Музыка представляла собой совершенно новое на тот момент направление в рок музыке: медленный, «вязкий», мрачный стиль, напоминающий хард-рок ранних альбомов Black Sabbath, но с уклоном в сторону утяжеления. Candlemass были не первыми, кто стал играть дум-метал (до них уже существовали, в частности, Pentagram и Saint Vitus), но благодаря им он стал широко известен, обрёл название и признание как самостоятельный стиль. По названию альбома Epicus Doomicus Metallicus (стилизация под латынь), жанр стали называть эпик-дум-метал.
В 1987 году состав группы почти полностью поменялся: вокалистом стал Мессия Марколин, гитаристом — Ларс Йоханссон, а ударником — Ян Линд. В таком составе Candlemass записали три своих самых известных альбома: Nightfall (1987), Ancient Dreams (1988) и Tales of Creation (1989). Новый состав продемонстрировал некоторый уклон в прогрессивный метал. Сильный, чистый и глубокий вокал Марколина и его необычный сценический образ — своего рода воинственный монах в рясе — стал визитной карточкой группы.
Однако новый Candlemass просуществовал недолго: в 1991 году Мессия Марколин покинул группу. В 1992 году с Томасом Викстрёмом на вокале группа записала очередной альбом Chapter VI, но работа не имела большого успеха. У группы начались финансовые проблемы и в 1994 году она была распущена.
Лейф Эдлинг несколько лет занимался сайд-проектом Abstrakt Algebra, но вскоре попытался реанимировать Candlemass. В 1998-99 году полностью новый состав с вокалистом Бйорном Флодквистом, состоящий практически из группы Abstrakt Algebra, записал альбомы Dactylis Glomerata и From the 13th Sun. Тем временем Мессия Марколин пел в собственной группе Memento Mori. Однако, несмотря на «фирменный» вокал, проект не имел того же успеха, который в своё время снискал Candlemass.
В 2002 году было объявлено о полном воссоединении Candlemass с участием Мессии Марколина, Бйоркмана, Йоханссона и Линда. В честь воссоединения группа дала тур по Европе, и в том же году первые четыре альбома Candlemass были переизданы лейблом GMR с бонус-дисками.
В 2005 году группа выпустила альбом Candlemass, который вышел в Европе на Nuclear Blast.
В 2006 году из-за разногласий Марколина и Эдлингом должность вокалиста группы снова стала вакантной, и её занял американец Роберт Лоу, который, вместе с тем, продолжил петь в Solitude Aeturnus.
В 2009 году гитарист Матс Бйоркман попал под суд за присвоение чужой собственности. Заведуя складом торговой сети ENS, он нелегально продал на сторону диски на сумму $490,000. Несмотря на угрозу тюрьмы, он все ещё продолжает выступать с Candlemass.
В июне 2012 года группа выпустила 11-й полноформатник Psalms For The Dead. В то же самое время из группы уходит вокалист Роберт Лоу. Для концертных выступлений в рамках прощального тура приглашен Матс Левен (Therion, Abstrakt Algebra, группа Ингви Мальмстина, At Vance, Krux, Fatal Force). В 2016 выходит мини-альбом Death Thy Lover с Матсом Левеном на вокале. В мае 2018 группа выпускает ещё один EP House Of Doom и начинает подготовку к записи полноформатного альбома.
В сентябре 2018 группа объявила о возвращении в состав оригинального вокалиста Йохана Лангвиста. Новый альбом The Door to Doom был выпущен в 2019 году.

## Состав
- Йохан Лангквист — вокал
- Матс Маппэ Бйоркман — ритм-гитара
- Ларс Йохансон — соло-гитара
- Лейф Эдлинг — бас-гитара
- Ян Линд — ударные

### Бывшие участники
- Мессия Марколин — вокал (1987—1991, 2002—2006)
- Роберт Лоу — вокал (2006—2012)
- Матс Экстрём — ударные (1985—1986)
- Томас Викстрём — вокал (1991—1994)
- Бйорн Флодквист — вокал (1998—2001)
- Йежо Перкович — ударные (1998—2001)
- Матс Шталь — гитара (1998—2001)
- Матс Левен — вокал (2006, 2012—2018)
- Сессионные участники:
  - Клаас Бергваль
  - Майк Уид
  - Ульф Эдлунд
  - Патрик Инштедт
  - Карл Вестхольм
  - Майкл Эмотт
  - Ян Хаугланд

### Фоторяд
| |  |  |  |  |
| Слева направо: Лейф Эдлинг (бас-гитара), Матс Левен (вокал), Матс Бйоркман (гитара), Ларс Йохансон (гитара), Ян Линд (ударные) |  |  |  |  |

## Дискография

### Альбомы
- Epicus Doomicus Metallicus (1986)
- Nightfall (1987)
- Ancient Dreams (1988)
- Tales of Creation (1989)
- Chapter VI (1992)
- Dactylis Glomerata (1998)
- From the 13th Sun (1999)
- Candlemass (2005)
- King of the Grey Islands (2007)
- Death Magic Doom (2009)
- Psalms for the Dead (2012)
- The Door to Doom (2019)
- Sweet Evil Sun (2022)

### Синглыи EP
- Samarithan (1988, single)
- At the Gallows End (1988, single)
- Sjunger Sigge Furst (1993, EP)
- Wiz (1998, single)
- Nimis (2001, single)
- Solitude / Crystal Ball (2005, single)
- At the Gallows End / Samarithan (2005, single)
- Mirror, Mirror / The Bells of Acheron (2005, single)
- Dark Reflections / Into the Unfathomed Tower (2005, single)
- Black Dwarf (2007, single)
- Lucifer Rising (2008, EP)
- If I Ever Die (2009, single)
- Hammer of Doom (2009, single)
- Don’t Fear the Reaper (2010, EP)
- Dancing in the Temple of the Mad Queen Bee (2012, single)
- Death Thy Lover (2016, EP)
- Dark Are the Veils of Death (2017, single)
- House of Doom (2018, single)
- House of Doom (2018, EP)
- The Pendulum (2020, EP)

### Демо
- Witchcraft (1985)
- Demo (1985)
- Demo with Marcolin (1987)

### Сборники и концерты
- 3-Way Thrash (1989, split video)
- Live (1990, live album)
- Kerrang! (1992, split)
- As it is, As it Was (1994, complitation)
- The Black Heart of Candlemass / Leif Edling Demos & Outtakes '83-99 (split complitation)
- Documents of Doom - Live at Fryshuset 1990 (2002, DVD)
- Black Heart of Candlemass (2002, complitation)
- Doomed for Live — Reunion 2002 (2003)
- Diamonds of Doom (2003, коллекционный винил)
- Essential Doom (2004)
- Doom Songs: The Singles 1986-1989 (2005, box set)
- The Curse of Candlemass: Live in Stockholm 2003 (2005, DVD)
- Nile / Malevolent Creation / Candlemass / Samael (2007, split)
- 20 Year Anniversary Party (2007, video)
- No Sleep 'til Athens (2007, live album)
- Lucifer Rising (2008, complitation)
- Ashes To Ashes — Live (2010, DVD)
- Doomology (2010, box set)
- Live at the Marquee 1988 (2013, live album)
- Introducing Candlemass (2013, complitation)
- Candlemass vs. Entombed (2013, сплит)
- Epicus Doomicus Metallicus — Live at Roadburn 2011 (2013, live album)
- Gothic Stone (2014, complitation)
- Behind the Wall of Doom (2016, complitation)
- The Nuclear Blast Recordings (2018, box set)
- Dynamo Doom (2019, live album)